# سیانواستیلن
سیانواستیلن (به انگلیسی: Cyanoacetylene) یک ترکیب شیمیایی با شناسه پاب‌کم ۱۴۰۵۵ است. 